# Sonderabteilung Einsatz R
Die Sonderabteilung Einsatz R (R steht für Reinhardt), auch als Einsatz R, Aktion R oder Abteilung R bezeichnet, war eine eigenständige Abteilung des SS- und Polizeiapparates in der Operationszone Adriatisches Küstenland. Sie unterstand dem „Höheren SS- und Polizeiführer“ Odilo Globocnik, der seinen Dienstsitz in Triest hatte.

## Entstehung
Kurz vor Ende der Aktion Reinhardt wurde Globocnik Mitte September 1943 nach Triest in den adriatischen Küstenraum versetzt. Mit ihm kam Personal aus seiner früheren Dienststelle als SS- und Polizeiführer in Lublin. Von diesen 16 SS-Männern waren einige wie Georg Michalsen aus Hermann Höfles Referat, Globocniks Adjutant Ernst Lerch und Johannes Schwarzenbacher unmittelbar mit der Aktion Reinhardt involviert. Sechs weitere „T4-Reinhardt-Männer“, nämlich Christian Wirth, Josef Oberhauser, Franz Stangl, Konrad Geng, Otto Stadie und Rudolf Baer gehörten ebenfalls zu den ersten Mitarbeitern.
Erst nachdem die Vernichtungslager Sobibor und Treblinka der Aktion Reinhardt aufgelöst und abgewickelt waren (Belzec wurde schon im Frühjahr 1943 aufgelöst), kam Ende 1943 bis Januar 1944 mit 78 Männern der Großteil des Personals der Aktion Reinhardt in den adriatischen Küstenraum. Die Sonderabteilung wurde, wie schon zuvor die Aktion Reinhardt, der Dienststelle des Höheren SS- und Polizeiführers angegliedert, von Globocnik geleitet und Christian Wirth unterstellt. Nach dessen Tod im Mai 1944 leitete Gottlieb Hering kurzzeitig diese Sonderabteilung, bis er von Dietrich Allers abgelöst wurde.

## Auftrag
Analog zur Aktion Reinhardt hatte diese Sonderabteilung, programmatisch als auch personell, die Aufgabe der Judendeportation und -vernichtung, der Konfiszierung des jüdischen Vermögens sowie der Verfolgung von politischen Gegnern und zunehmend in der Partisanenbekämpfung. Der Befehlshaber als auch die Kommandeure der drei Einheiten dieser Sonderabteilung waren alle Lagerkommandanten der Vernichtungslager der Aktion Reinhardt, so Wirth (Belzec), Hering (Belzec), Stangl (Treblinka) und Reichleitner (Sobibor). In dem Konzentrationslager Risiera di San Sabba bei Triest, einer ehemaligen Reismühle, wurden bis zu 5000 jüdische Häftlinge und Partisanen ermordet. Allein aus Triest wurden 837 Juden mit mehreren Transporten in das KZ Auschwitz deportiert.

## Organisation
| Einheit     | Kommandeur                                   | Personalwechsel | Besonderheiten                                                                                                |
| ----------- | -------------------------------------------- | --- | --- |
| R I Triest  | Gottlieb Hering                              | Nach dem Tode Wirths zwischenzeitliche Vertretung von Hering von Frühjahr bis Juli 1944 Josef Oberhauser                  | in den Zuständigkeitsbereich dieser Einheit fiel auch das Konzentrationslager Risiera di San Sabba bei Triest |
| R II Fiume  | Franz Reichleitner                           | Nach dem Tode Reichleitners am 3. Januar 1944 Franz Stangl bis Mai/Juni 1944                                              | |
| R III Udine | Franz Stangl                                 | nach dem Wechsel Stangls zur Einheit R II Fritz Küttner, danach ab Mitte 1944 Paul Arthur Walther, zuletzt Helmut Fischer | mit Außenstelle Castelnuovo d’Istria                                                                          |
| R IV Mestre | Franz Stangl seit Mitte 1944 – November 1944 | | mit Außenstelle Venedig                                                                                       |

## Kriegsende
Die Sonderabteilung R blieb im Wesentlichen bis zum Kriegsende intakt, wenn man von den kriegsbedingten Ausfällen absieht. Nur fünf Männer wechselten vorzeitig zur kämpfenden Truppe – auf eigenen Wunsch, aufgrund von Strafversetzung oder Schwierigkeiten mit Dietrich Allers.
Im Zuge des nahenden Kriegsendes zogen sich Ende April 1945 die Einheiten der Sonderabteilung gruppenweise aus Norditalien nach Deutschland zurück. Die meisten Mitglieder der Einheit R III wurden im amerikanischen Lager Habach bei Weilheim in Oberbayern interniert. Eine andere Gruppe geriet ins amerikanische Gefangenenlager Bad Aibling. Weitere Mitglieder kamen zunächst in englische Gefangenschaft und wurden ins amerikanische Kriegsgefangenenlager Aalen überführt.
Die meisten Mitglieder der Sonderabteilung wurden nach kurzer Internierung aus den Lagern entlassen. Vereinzelt entschieden sie sich bei drohenden Ermittlungsverfahren zur Flucht ins Ausland; einige wenige tauchten unter anderem Namen unter, die meisten aber lebten lange unangefochten in der Nachkriegsgesellschaft. Die ersten westdeutschen Verfahren Ende 1949 richteten sich gegen vier Täter, die zufällig erkannt worden waren. Erst Mitte der 1960er Jahre fanden große Prozesse gegen die Täter der Aktion Reinhardt statt.